# Leroy Sané
Leroy Aziz Sané [ˈliːʁɔʏ̯ zaˈneː] (* 11. Januar 1996 in Essen) ist ein deutscher Fußballspieler. Der Flügelspieler steht seit dem 1. Juli 2025 bei Galatasaray Istanbul unter Vertrag.

## Kindheit und Familie
Sané wurde als Sohn des ehemaligen senegalesischen Fußballnationalspielers Souleymane Sané und der deutschen Gymnastin Regina Weber in Essen geboren. Sein Vater Souleymane wuchs in Frankreich auf und war ab 1982 im Rahmen seines Militärdienstes bei der französischen Armee für ein Jahr in Deutschland stationiert.
Anschließend begann er in Deutschland eine Laufbahn als professioneller Fußballspieler und spielte u. a. in den 1990er Jahren bei der SG Wattenscheid 09; in dieser Zeit lernte Souleymane Leroys Mutter kennen, die bei den Olympischen Spielen 1984 in Los Angeles die Bronzemedaille in Rhythmischer Sportgymnastik gewonnen hatte.
Leroy Sané besitzt die deutsche und durch seinen Vater auch die französische Staatsbürgerschaft.
Sein älterer Bruder Kim (* 1995) spielte im Jugendfußball u. a. in der B-Junioren-Bundesliga und A-Junioren-Bundesliga sowie im Herrenbereich in der Regionalliga Bayern und Regionalliga West. Sein jüngerer Bruder Sidi (* 2003) ist ebenfalls Profifußballer.
Leroy Sané erhielt seinen Vornamen in Anlehnung an Claude Le Roy, unter dem Sanés Vater in Senegals Nationalmannschaft gespielt hatte.
Er wuchs im Bochumer Stadtbezirk Wattenscheid unweit des Lohrheidestadions auf.
Er machte seinen Realschulabschluss an der Gesamtschule Berger Feld in Gelsenkirchen.
Zusammen mit seiner Partnerin, dem neun Jahre älteren US-amerikanischen Model Candice Brook, hat Sané eine Tochter (* 2018) und einen Sohn (* 2020).

## Vereinskarriere

### Jugend
Sané, der Lionel Messi und Ronaldinho zu seinen Vorbildern zählt, begann 2001 mit dem Fußballspielen bei der SG Wattenscheid 09, bei der schon sein Vater Souleymane Sané jahrelang im Profifußballbereich aktiv gewesen war. Nach vier Jahren wechselte er in den Nachwuchs des FC Schalke 04, anschließend für drei Jahre zu Bayer 04 Leverkusen. 2010 wurde er westdeutscher Meister mit Bayer. 2011 kehrte er in die „Knappenschmiede“, das Nachwuchsleistungszentrum des FC Schalke 04, zurück.

### FC Schalke 04

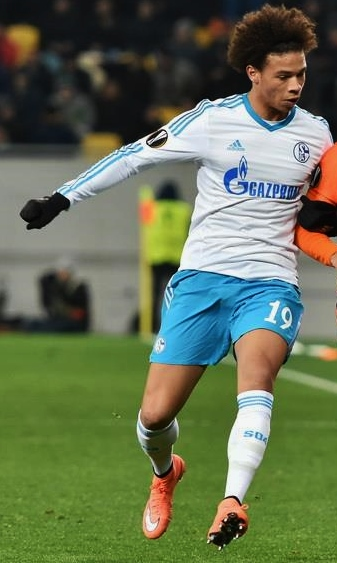
Sané mit Schalke im Europa-League-Spiel gegen Schachtar Donezk (2016)

In den folgenden zwei Jahren kam Sané meist nur als Einwechselspieler zum Einsatz. Er wurde 2012 und 2013 Westfalenpokalsieger mit der U17 und 2012 westdeutscher Meister. In der Saison 2013/14 wurde er, nun in der U19, zu einem der wichtigsten Spieler im Kader von Norbert Elgert.
Auch aufgrund seiner Leistungen in der UEFA Youth League erhielt Sané einen ab der Saison 2015/16 laufenden Profivertrag.
Im März 2014 war der Kader des FC Schalke 04 wegen mehrerer Ausfälle geschwächt, sodass Sané zum Kader der Profimannschaft am 28. März 2014 gehörte. Er kam allerdings nicht zum Einsatz. Am 20. April 2014 debütierte er in der Bundesliga bei der 1:3-Niederlage im Auswärtsspiel gegen den VfB Stuttgart, als er in der 77. Minute für Max Meyer eingewechselt wurde. Es war sein einziges Bundesligaspiel in der Saison 2013/14.
Für die Saison 2014/15 stand er im erweiterten Kader der Profimannschaft. Sein erstes Tor in der Bundesliga erzielte er am 13. Dezember 2014 im Heimspiel gegen den 1. FC Köln zum 1:2-Endstand. Sein erstes Champions-League-Spiel absolvierte er am 10. März 2015 im Achtelfinal-Rückspiel gegen Real Madrid, als er in der 29. Minute für Eric Maxim Choupo-Moting eingewechselt wurde. Beim 4:3-Sieg erzielte er ein Tor und bereitete ein weiteres vor. Am Ende der Saison hatte er in 13 Bundesligapartien drei Tore erzielt und ein weiteres vorbereitet. Im Finale der Meisterschaftsendrunde der U19 war Sané am Titelgewinn beteiligt.
Zur Saison 2015/16 etablierte sich Sané im Profikader. Vom fünften bis zum siebten Spieltag der Bundesliga schoss er in jedem Spiel jeweils ein spielentscheidendes Tor. Durch seine Leistungen rückte er in den Fokus von Joachim Löw und der A-Nationalmannschaft. Sané bestritt alle 17 Spiele der Hinrunde, erzielte vier Tore und bereitete vier weitere Tore vor. In der Europa League markierte er in fünf Gruppenspielen einen Treffer und gab eine Torvorlage. In den Medien wurde er unter anderem als Shootingstar der Hinrunde bezeichnet.
In der Rückrunde erzielte er ebenfalls vier Tore und bereitete zwei weitere vor. Er verpasste ein Ligaspiel. Sein Vertrag bei Schalke 04 lief bis 2019.

### Manchester City

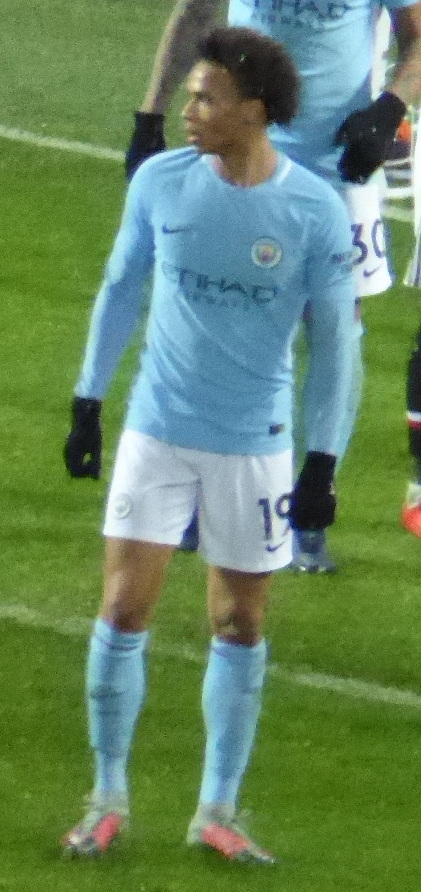
Sané bei Manchester City (2017)

Im August 2016 wechselte Sané zu Manchester City in die Premier League. Er erhielt einen bis zum 30. Juni 2021 laufenden Vertrag. Obwohl beide Klubs Stillschweigen über die Ablösesumme vereinbart hatten, schätzten deutsche Medien die Ablösesumme auf ca. 50 Millionen Euro und den Wechsel als den bis dahin teuersten Transfer eines deutschen Fußballspielers ein.
In seiner ersten Saison für Manchester City kam er unter dem Cheftrainer Pep Guardiola in 26 Ligaspielen (20-mal von Beginn) zum Einsatz und erzielte fünf Tore. In der Saison 2017/18 konnte Sané seine Leistungen weiter steigern. Er kam 32-mal (27-mal von Beginn) in der Premier League zum Einsatz, wobei er zehn Tore erzielte. Sané gewann mit City die englische Meisterschaft sowie den League Cup und wurde zum besten Nachwuchsspieler der Premier League gewählt. Im August 2018 folgte der Gewinn des englischen Supercups. Auch in der Saison 2018/19 wurde Sané mit City englischer Meister sowie FA-Cup- und League-Cup-Sieger. Er kam dabei in 31 Ligaspielen zum Einsatz, in denen er erneut 10 Tore erzielte, aber nur noch 21-mal von Beginn auflief.
Vor dem Beginn der Saison 2019/20 kamen Spekulationen auf, dass Sané zum FC Bayern München, den die Flügelspieler Franck Ribéry und Arjen Robben verlassen hatten, wechseln könnte. Der damalige Bayern-Trainer Niko Kovač äußerte Ende Juli in einem Interview mit dem ZDF, dass er sehr zuversichtlich sei und davon ausgehe, Sané zu bekommen.
Anfang August zog sich der Deutsche beim Gewinn des Supercups gegen den FC Liverpool einen Kreuzbandriss zu. Nachdem der Angreifer Ende Januar 2020 wieder ins Mannschaftstraining eingestiegen war, gab er rund einen Monat später sein Comeback bei der U23. Es folgte ein Einsatz in der Premier League, ehe Sané den Verein Anfang Juli noch vor dem Saisonende, das aufgrund der COVID-19-Pandemie auf Ende Juli verschoben werden musste, verließ. Auch am Finalturnier der Champions League 2019/20 im August nahm er nicht mehr teil.

### FC Bayern München
Zur Saison 2020/21 wechselte Sané zum FC Bayern München, bei dem er einen bis zum 30. Juni 2025 laufenden Vertrag unterschrieb.
Am 18. September 2020 gab er sein Bundesligadebüt für den FC Bayern München beim 8:0-Heimsieg gegen seinen ehemaligen Verein FC Schalke 04. Sané erzielte mit dem Tor zum zwischenzeitlichen 7:0 seinen ersten Treffer für FC Bayern München und gab darüber hinaus zwei Torvorlagen. Am 24. September 2020 gewann er nach einem 2:1 nach Verlängerung gegen den FC Sevilla mit dem UEFA Super Cup seinen ersten Pokal mit dem FC Bayern München.
In den drei Saisons 2020/21, 2021/22 und 2022/23 absolvierte Sané beim FC Bayern im Schnitt 63 Prozent der möglichen Einsatzminuten.

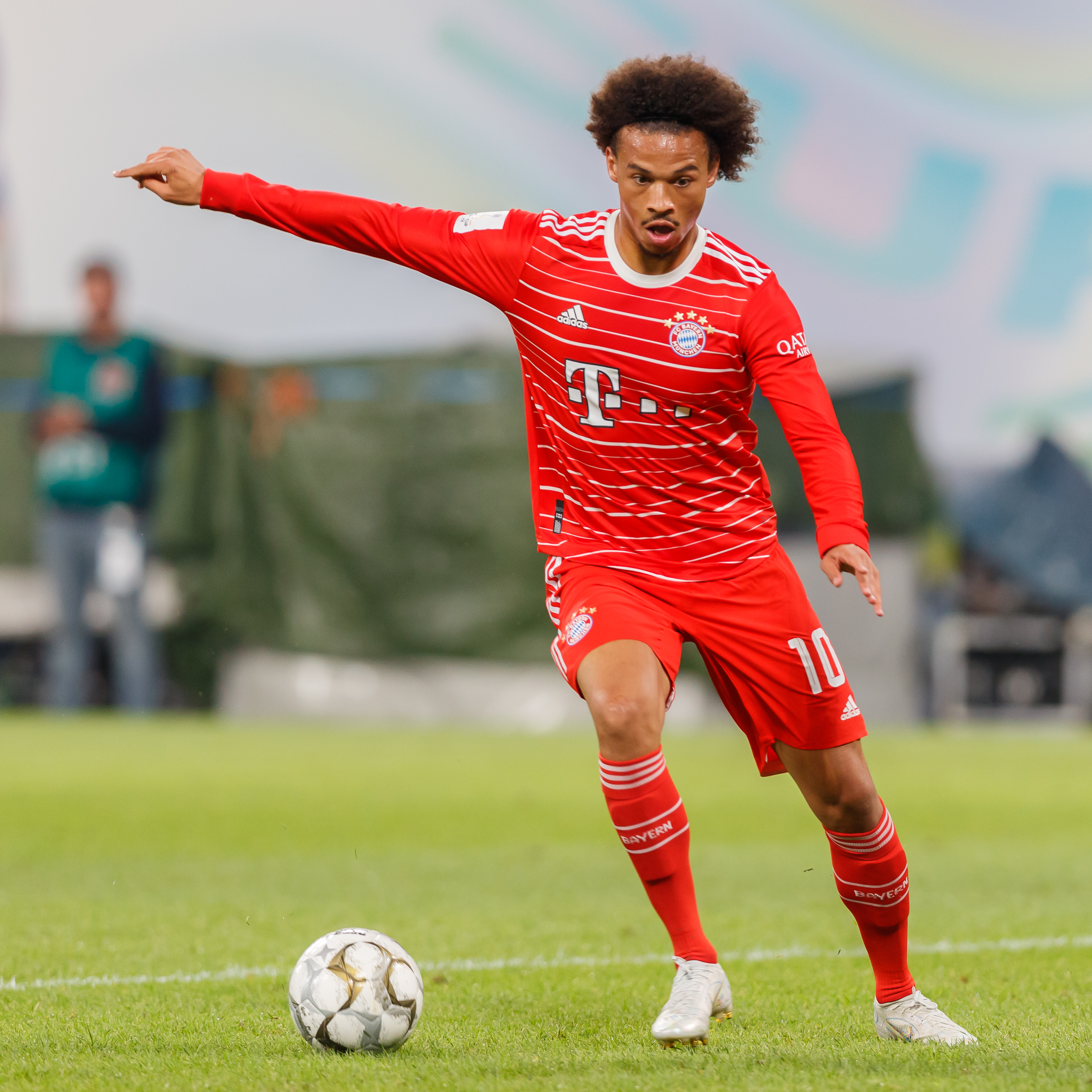
Sané beim FC Bayern (2022)

In der Saison 2023/24 laborierte Sané an einer Schambeinentzündung, die ihn zwar nicht vom Spielen abhielt – er absolvierte 38 Spieleinsätze bis April 2024 – ihm eigenen Angaben zufolge jedoch „extreme Schmerzen“ bereitete und Einfluss auf sein Spiel hatte. Hatte Sané zu Beginn der Saison in 13 Partien neun Tore erzielt, gelang ihm nach Ausbruch der Entzündung in 25 Einsätzen kein Weiteres. Diese Torflaute beendete Sané, noch immer nicht verletzungsfrei, mit einem Treffer gegen Real Madrid im Halbfinale der Champions League 2023/24.
Am 30. Juni 2025 lief Sanés Vertrag beim FC Bayern aus. Obwohl sein Abschied bereits feststand, reiste er mit der Mannschaft zur Klub-Weltmeisterschaft 2025, die am 14. Juni begann. Er absolvierte noch drei Spiele, ehe er den Verein nach dem Achtelfinale verließ.

### Galatasaray Istanbul
Nach seinem Vertragsende wechselte Sané zur Saison 2025/26 ablösefrei in die türkische Süper Lig zu Galatasaray Istanbul. Er unterschrieb einen Vertrag bis zum 30. Juni 2028.

## Nationalmannschaft
Bei seinem Debüt für eine Auswahl des DFB erzielte Sané am 5. September 2014 im Sportpark Höhenberg in Köln beim 3:2-Sieg der U19-Nationalmannschaft im Test-Länderspiel gegen die Auswahl der Niederlande den Siegtreffer in der 67. Minute.
Bei der U19-Europameisterschaft in Griechenland kam er bei allen drei Gruppenspielen zum Einsatz, ohne ein Tor zu erzielen, und schied mit der Mannschaft als Letztplatzierter in der Gruppenphase aus.
Am 3. September 2015 kam er beim Freundschaftsspiel im Stadion an der Lohmühle in Lübeck gegen Dänemark zu seinem ersten Einsatz für die deutsche U21-Nationalmannschaft. Am 9. Oktober 2015 erzielte er im EM-Qualifikationsspiel gegen Finnland beim 4:0-Sieg seine ersten zwei Tore für die U21. Ein weiteres Tor bereitete er vor.
Sein Debüt für die deutsche A-Nationalmannschaft absolvierte er am 13. November 2015, als er beim von Terroranschlägen überschatteten Freundschaftsspiel im Stade de France in Saint-Denis gegen Frankreich eingewechselt wurde.
Er war Mitglied des Kaders der Nationalmannschaft für die EM 2016 in Frankreich. Seinen einzigen Einsatz hatte er im Halbfinale gegen Gastgeber Frankreich, als er gegen Ende beim Stand von 0:2 eingewechselt wurde. Das deutsche Team verlor und schied aus.
Für die WM 2018 wurde Sané in das vorläufige Aufgebot aufgenommen, gehörte jedoch nicht zum endgültigen Kader für das Turnier in Russland. Die überraschende Entscheidung Joachim Löws, Sané nicht zum Turnier in Russland mitzunehmen, wurde in den Medien kontrovers diskutiert und oftmals kritisiert.
So kritisierte auch der langjährige Nationalmannschaftskapitän Michael Ballack Löws Entscheidung. Sané war immerhin Nachwuchsspieler der Saison 2017/18 in der Premier League geworden.
Im November 2018 äußerte DFB-Vizepräsident Rainer Koch in der Sport1-Sendung Doppelpass, dass für die Nichtnominierung Sanés „interne Gründe“ und keine sportlichen vorgelegen hätten. Löw widersprach dieser Darstellung Kochs und bekundete, er habe sich nie mit Koch über die Nichtnominierung Sanés unterhalten.
Im Testländerspiel am 15. November 2018 gegen die russische Nationalmannschaft erzielte er mit dem 1:0 beim 3:0-Sieg seinen ersten Länderspieltreffer für die A-Nationalmannschaft. Seinen ersten Treffer in einem Pflichtspiel erzielte Sané zum 2:0 beim 2:2-Unentschieden gegen die Niederlande in der UEFA Nations League am 19. November 2018.
Mit der deutschen Auswahl erreichte er bei der Europameisterschaft 2021 das Achtelfinale, wo Deutschland gegen England ausschied.
Im November 2022 wurde er von Trainer Hansi Flick in den Deutschland-Kader für die Fußball-Weltmeisterschaft 2022 berufen.
Im Mai 2024 wurde er von Bundestrainer Julian Nagelsmann in den Kader für die Europameisterschaft im eigenen Land berufen.

## Spielweise
Sané ist variabel im Mittelfeld einsetzbar. Zu seinen Stärken zählen Technik, das Dribbling, Ballsicherheit und Schnelligkeit. Pep Guardiola, Sanés Trainer bei Manchester City, missfiel unter anderem Sanés Zuordnung in der Defensive und seine zu geringe Pressing-Bereitschaft.

## Titel und Auszeichnungen

### Titel
International
- FIFA-Klub-Weltmeister: 2020
- UEFA-Super-Cup-Sieger: 2020

Deutschland
- Meister (4): 2021, 2022, 2023, 2025
- Supercupsieger (2): 2021, 2022
- A-Junioren-Meister: 2015
- Meister der A-Junioren-Bundesliga West (3): 2013, 2014, 2015
- Meister der B-Junioren-Bundesliga West: 2013

England
- Meister (2): 2018, 2019
- Pokalsieger: 2019
- Ligapokalsieger (2): 2018, 2019
- Supercupsieger (2): 2018, 2019

### Auszeichnungen
- VDV-Newcomer der Saison: 2014/15
- Fußball-Felix: 2015
- Englands Jungprofi des Jahres: 2018
- Tor des Monats: Februar 2019
- Einstufung als Weltklasse in der Rangliste des deutschen Fußballs: Winter 2023/24